# Турріальба
Турріальба (ісп. Turrialba) — місто в костариканській провінції Картаго.

## Географія
Турріальба розташована майже у центрі країни, на північ від пасма Кордильєра-де-Таламанка і південний схід від однойменного вулкану.

### Клімат
Місто знаходиться у зоні, котра характеризується морським кліматом. Найтепліший місяць — травень із середньою температурою 23.3 °C (74 °F). Найхолодніший місяць — січень, із середньою температурою 21.1 °С (70 °F).
| Клімат Турріальби       | Клімат Турріальби | Клімат Турріальби | Клімат Турріальби | Клімат Турріальби | Клімат Турріальби | Клімат Турріальби | Клімат Турріальби | Клімат Турріальби | Клімат Турріальби | Клімат Турріальби | Клімат Турріальби | Клімат Турріальби | Клімат Турріальби |
| Показник                | Січ.              | Лют.              | Бер.              | Квіт.             | Трав.             | Черв.             | Лип.              | Серп.             | Вер.              | Жовт.             | Лист.             | Груд.             | Рік               |
| Середній максимум, °C   | 25,7              | 26,1              | 26,9              | 27,4              | 27,9              | 27,7              | 27,2              | 27,5              | 27,9              | 27,5              | 26,6              | 27,5              | 27,2              |
| Середня температура, °C | 21,1              | 21,2              | 22,1              | 22,7              | 23,4              | 23,3              | 23                | 23,1              | 23,3              | 23                | 22,4              | 23,1              | 22,6              |
| Середній мінімум, °C    | 16,5              | 16,4              | 17,2              | 18                | 18,8              | 18,9              | 18,8              | 18,6              | 18,7              | 18,5              | 18,3              | 18,6              | 18,1              |
| Норма опадів, мм        | 171.5             | 145.5             | 85.6              | 120.2             | 232.6             | 276.3             | 271.2             | 250.7             | 251.6             | 251.4             | 262.1             | 287.1             | 2605.8            |
| ----------------------- | ----------------- | ----------------- | ----------------- | ----------------- | ----------------- | ----------------- | ----------------- | ----------------- | ----------------- | ----------------- | ----------------- | ----------------- | ----------------- |
| Джерело: Weatherbase    |                   |                   |                   |                   |                   |                   |                   |                   |                   |                   |                   |                   |                   |